# Inolat
Inolati su hemijska jedinjenja sa negativno naelektrisanim kiseonikom vezanim za alkin funkcionalnu grupu. Oni su prvi put sintetisani 1975. putem fragmentacije N-butilitijuma 3,4-difenilizoksazola.
Oni se ponašaju kao ketenski prekurzori ili sintoni.